# Federico Pellegrino
Federico Pellegrino (* 1. September 1990 in Aosta) ist ein italienischer Skilangläufer.

## Werdegang
Pellegrino hatte seinen ersten internationalen Einsatz bei den Juniorenweltmeisterschaften 2009 in Praz de Lys Sommand, wo sein bestes Resultat der 25. Platz im Sprintwettbewerb war. Im folgenden Jahr gewann er bei den Nordischen Juniorenweltmeisterschaften 2010 in Hinterzarten die Bronzemedaille im Sprintwettbewerb hinter den Norwegern Tomas Northug und Pål Golberg. Nach einem Sieg im Slavic Cup wurde er für seinen ersten Einsatz im Skilanglauf-Weltcup nominiert. Beim Sprint in Drammen scheiterte er jedoch in der Qualifikation. Aber schon drei Tage später gewann er in Oslo mit Platz 19 seine ersten Weltcup-Punkte. Seit der Saison 2010/11 startet Pellegrino regelmäßig bei Sprintwettbewerben im Weltcup. Nachdem er in Düsseldorf noch die Qualifikation für die Finalläufe deutlich verfehlt hatte, überraschte er in Davos mit der schnellsten Qualifikationszeit. Er erreichte den Endlauf und feierte mit Platz sechs sein erstes Top-Ten-Ergebnis. Aber schon bei seinem nächsten Einsatz beim Weltcup in Liberec erreichte er erneut den Endlauf und musste sich nur dem Norweger Ola Vigen Hattestad geschlagen geben. Bei den folgenden Nordischen Skiweltmeisterschaften 2011 in Oslo wurde er 12. im Sprint. Auch in der folgenden Saison erreichte er mehrmals bei Sprintrennen die Top Zehn.
Bei der Tour de Ski 2012/13, die er nicht beendete, belegte Pellegrino bei der Sprintetappe in Val Müstair den zweiten Platz. Bei den U23-Weltmeisterschaften in Liberec gewann er Gold im Sprint. Den 12. Platz im Sprint und den fünften Rang im Teamsprint erreichte er bei den Nordischen Skiweltmeisterschaften 2013 im Val di Fiemme. In der Saison 2013/14 kam er bei der Sprintetappe der Tour de Ski 2013/14 in Oberstdorf und beim Weltcupsprintrennen in Nove Mesto auf den zweiten Platz. Bei den Olympischen Winterspielen 2014 in Sotschi belegte er den 11. Platz im Sprint und im Teamsprint. In der Saison 2014/15 holte er im Dezember 2014 in Davos seinen ersten Weltcupsieg im Sprint. Es folgten ein dritter Platz im Teamsprint in Otepää und weiterer Sieg im Sprint in Rybinsk. Bei der Tour de Ski 2015 gewann er in Val Müstair die Sprintetappe. Bei den Nordischen Skiweltmeisterschaften 2015 in Falun belegte er den sechsten Platz mit der Staffel und den fünften Rang im Sprint. Zusammen mit Dietmar Nöckler gewann er Bronze im Teamsprint. Die Saison beendete er auf dem 14. Platz im Gesamtweltcup und dem dritten Platz im Sprintweltcup. Bei den Rollerski-Weltmeisterschaften 2015 im Val di Fiemme gewann er die Bronzemedaille im 25-km-Massenstartrennen und die Silbermedaille im Teamsprint zusammen mit Dietmar Nöckler. Nach Platz 22 bei der Nordic Opening in Ruka zu Beginn der Saison 2015/16 gewann er die Freistil-Sprints in Davos und in Toblach. Bei der Tour de Ski 2016, die er vorzeitig beendete, siegte er bei der Sprintetappe in der Lenzerheide. Beim folgenden Weltcup in Planica gewann er im Sprint und tags darauf zusammen mit Dietmar Nöckler im Teamsprint. In Nové Město wurde er Dritter mit der Staffel. Zum Saisonende errang er bei der Ski Tour Canada den 31. Platz. Dabei siegte er im Sprint in Canmore. Er belegte den 16. Platz im Gesamtweltcup und gewann den Sprintweltcup. Zu Beginn der Saison 2016/17 errang er bei der Weltcup-Minitour in Lillehammer den 39. Platz. Bei der Tour de Ski 2016/17, die er vorzeitig beendete, kam er bei der Sprintetappe in Val Müstair auf den zweiten Platz. Im Januar 2017 siegte er im Sprint in Falun und belegte in Toblach zusammen mit Dietmar Nöckler den dritten Platz im Teamsprint. Beim Saisonhöhepunkt, den Nordischen Skiweltmeisterschaften 2017 in Lahti, gewann er die Silbermedaille zusammen mit Dietmar Nöckler im Teamsprint und die Goldmedaille im Sprint. Zudem wurde er Achter mit der Staffel. Zum Saisonende kam er beim Weltcup-Finale in Québec auf den 19. Platz und erreichte den 22. Platz im Gesamtweltcup und den zweiten Rang im Sprintweltcup.
Nach Platz 21 beim Ruka Triple zu Beginn der Saison 2017/18, wurde Pellegrino in der Lenzerheide Zweiter im Sprint und siegte in Dresden jeweils im Sprint und zusammen mit Dietmar Nöckler im Teamsprint. Bei den Olympischen Winterspielen 2018 in Pyeongchang gewann er die Silbermedaille im Sprint. Zudem errang er dort den siebten Platz mit der Staffel und den fünften Platz im Teamsprint. Im März 2018 triumphierte er im Sprint in Lahti und belegte beim Weltcupfinale in Falun, das er auf dem 19. Platz beendete, den zweiten Rang bei der Sprintetappe. Abschließend errang er den zehnten Platz im Gesamtweltcup und den zweiten Platz im Sprintweltcup. Zu Beginn der Saison 2018/19 siegte er im Sprint in Lillehammer und errang 44. Platz beim Lillehammer Triple. In Davos wurde er Zweiter im Sprint. Bei der Tour de Ski 2018/19, die er vorzeitig beendete, kam er im Sprint in Val Müstair ebenfalls auf den zweiten Platz. Im Februar 2019 triumphierte er im Sprint in Cogne und errang im Sprint in Lahti den zweiten Platz. Beim Saisonhöhepunkt, den nordischen Skiweltmeisterschaften 2019 in Seefeld in Tirol holte er zusammen mit Francesco De Fabiani die Bronzemedaille im Teamsprint und die Silbermedaille im Sprint. Zum Saisonende lief er beim Weltcupfinale in Québec mit dem zweiten Platz im Sprint, auf den sechsten Platz und erreichte abschließend den achten Platz im Gesamtweltcup und den zweiten Rang im Sprintweltcup. In der folgenden Saison lief er auf den 19. Platz beim Ruka Triple und errang in Planica, in der Lenzerheide und in Åre jeweils den zweiten Platz im Sprint. Er belegte damit den 16. Platz im Gesamtweltcup und den vierten Rang im Sprintweltcup. Nach Platz 19 beim Ruka Triple zu Beginn der Saison 2020/21, holte er drei Siege im Sprint und einen dritten Platz und belegte den 14. Platz bei der Tour de Ski 2021. Er gewann damit den Sprintweltcup und wurde zudem Vierter im Gesamtweltcup. Beim Saisonhöhepunkt, den Nordischen Skiweltmeisterschaften in Oberstdorf, errang er den 11. Platz im Sprint und den fünften Platz im Teamsprint.
In der Saison 2021/22 kam Pellegrino viermal unter die ersten Zehn, darunter Platz zwei im Sprint in Dresden und errang damit den 12. Platz im Gesamtweltcup sowie den vierten Rang im Sprintweltcup. Zudem lief er bei der Tour de Ski 2021/22 auf den 27. Platz. Bei den Olympischen Winterspielen 2022 in Peking gewann er die Silbermedaille im Sprint. Außerdem belegte er den achten Platz mit der Staffel und zusammen mit Francesco De Fabiani den sechsten Rang im Teamsprint.

## Erfolge

### Medaillen bei Olympischen Winterspielen
- 2018 in Pyeongchang: Silber im Sprint
- 2022 in Peking: Silber im Sprint

### Medaillen bei Nordischen Skiweltmeisterschaften
- 2015 in Falun: Bronze im Teamsprint
- 2017 in Lahti: Gold im Sprint, Silber im Teamsprint
- 2019 in Seefeld in Tirol: Silber im Sprint, Bronze im Teamsprint
- 2023 in Planica: Silber im Teamsprint
- 2025 in Trondheim: Silber im Sprint

### Medaillen bei Rollerski-Weltmeisterschaften
- 2015 im Val di Fiemme: Silber im Teamsprint, Bronze über 25 km Freistil Massenstart

### Siege bei Weltcuprennen

#### Weltcupsiege im Einzel
| Nr. | Datum             | Ort     | Disziplin              |
| --- | ----------------- | ------- | ---------------------- |
| 1.  | 21. Dezember 2014 | Davos   | 1,3 km Sprint Freistil |
| 2.  | 24. Januar 2015   | Rybinsk | 1,3 km Sprint Freistil |
| 3.  | 13. Dezember 2015 | Davos   | 1,6 km Sprint Freistil |
| 4.  | 19. Dezember 2015 | Toblach | 1,3 km Sprint Freistil |
| 5.  | 16. Januar 2016   | Planica | 1,2 km Sprint Freistil |
| 6.  | 28. Januar 2017   | Falun   | 1,4 km Sprint Freistil |
| 7.  | 13. Januar 2018   | Dresden | 1,2 km Sprint Freistil |
| 8.  | 3. März 2018      | Lahti   | 1,6 km Sprint Freistil |
| 9.  | 16. Februar 2019  | Cogne   | 1,6 km Sprint Freistil |
| 10. | 12. Dezember 2020 | Davos   | 1,5 km Sprint Freistil |
| 11. | 19. Dezember 2020 | Dresden | 1,3 km Sprint Freistil |
| 12. | 17. Dezember 2022 | Davos   | 1,5 km Sprint Freistil |

#### Etappensiege bei Weltcuprennen
| Nr. | Datum             | Ort         | Disziplin               | Rennen               |
| --- | ----------------- | ----------- | ----------------------- | -------------------- |
| 1.  | 6. Januar 2015    | Val Müstair | 1,4 km Sprint Freistil  | Tour de Ski 2015     |
| 2.  | 1. Januar 2016    | Lenzerheide | 1,5 km Sprint Freistil  | Tour de Ski 2016     |
| 3.  | 8. März 2016      | Canmore     | 1,5 km Sprint klassisch | Ski Tour Canada 2016 |
| 4.  | 30. November 2018 | Lillehammer | 1,4 km Sprint Freistil  | Nordic Opening 2018  |
| 5.  | 1. Januar 2021    | Val Müstair | 1,4 km Sprint Freistil  | Tour de Ski 2021     |

#### Weltcupsiege im Team
| Nr. | Datum           | Ort        | Disziplin                        |
| --- | --------------- | ---------- | -------------------------------- |
| 1.  | 17. Januar 2016 | Planica    | 6 × 1,2 km Teamsprint Freistil 1 |
| 2.  | 14. Januar 2018 | Dresden    | 6 × 1,2 km Teamsprint Freistil 1 |
| 3.  | 7. Februar 2021 | Ulricehamn | 6 × 1,5 km Teamsprint Freistil 2 |
| 4.  | 5. Februar 2023 | Toblach    | 4 × 7,5 km Staffel 3             |

### Siege bei Continental-Cup-Rennen
| Nr. | Datum            | Ort      | Disziplin       | Serie      |
| --- | ---------------- | -------- | --------------- | ---------- |
| 1.  | 19. Februar 2010 | Welsberg | Sprint Freistil | Slavic Cup |

## Platzierungen im Weltcup

### Weltcup-Statistik
Die Tabelle zeigt die erreichten Platzierungen im Einzelnen.
- 1.–3. Platz: Anzahl der Podiumsplatzierungen
- Top 10: Anzahl der Platzierungen unter den ersten zehn
- Punkteränge: Anzahl der Platzierungen innerhalb der Punkteränge
- Starts: Anzahl gelaufener Rennen in der jeweiligen Disziplin
- Hinweis: Bei den Distanzrennen erfolgt die Einordnung gemäß FIS.

| Platzierung               | Distanzrennen a | Distanzrennen a | Distanzrennen a | Distanzrennen a | Distanzrennen a | Skiathlon Verfolgung | Sprint | Etappen- rennen b | Gesamt | Team   | Team    |
| Platzierung               | ≤ 5 km          | ≤ 10 km         | ≤ 15 km         | ≤ 30 km         | > 30 km         | Skiathlon Verfolgung | Sprint | Etappen- rennen b | Gesamt | Sprint | Staffel |
| ------------------------- | --------------- | --------------- | --------------- | --------------- | --------------- | -------------------- | ------ | ----------------- | ------ | ------ | ------- |
| 1. Platz                  |                 |                 |                 |                 |                 |                      | 17     |                   | 17     | 3      | 1       |
| 2. Platz                  |                 |                 |                 |                 |                 | 1                    | 19     |                   | 20     | 2      | 1       |
| 3. Platz                  |                 |                 |                 |                 |                 | 3                    | 7      |                   | 10     | 3      | 1       |
| Top 10                    |                 | 4               | 3               | 2               | 1               | 10                   | 89     | 3                 | 112    | 20     | 8       |
| Punkteränge               | 1               | 20              | 18              | 13              | 2               | 19                   | 141    | 11                | 225    | 23     | 9       |
| Starts                    | 8               | 26              | 39              | 16              | 4               | 39                   | 155    | 19                | 306    | 23     | 9       |
| Stand: Saisonende 2024/25 |                 |                 |                 |                 |                 |                      |        |                   |        |        |         |

### Weltcup-Gesamtplatzierungen
| Saison  | Gesamt | Gesamt | Distanz | Distanz | Sprint | Sprint |
| Saison  | Punkte | Platz  | Punkte  | Platz   | Punkte | Platz  |
| ------- | ------ | ------ | ------- | ------- | ------ | ------ |
| 2009/10 | 12     | 149.   | –       | –       | 12     | 84.    |
| 2010/11 | 177    | 43.    | –       | –       | 177    | 13.    |
| 2011/12 | 184    | 49.    | –       | –       | 184    | 17.    |
| 2012/13 | 177    | 43.    | 28      | 71.     | 149    | 14.    |
| 2013/14 | 288    | 22.    | 16      | 81.     | 272    | 7.     |
| 2014/15 | 376    | 15.    | –       | –       | 376    | 3.     |
| 2015/16 | 599    | 16.    | 28      | 59.     | 553    | 1.     |
| 2016/17 | 430    | 22.    | 43      | 58.     | 363    | 2.     |
| 2017/18 | 613    | 10.    | 72      | 39.     | 497    | 2.     |
| 2018/19 | 706    | 8.     | 71      | 41.     | 555    | 2.     |
| 2019/20 | 440    | 16.    | 31      | 52.     | 385    | 4.     |
| 2020/21 | 614    | 4.     | 79      | 35.     | 439    | 1.     |
| 2021/22 | 454    | 12.    | 104     | 28.     | 330    | 4.     |
| 2022/23 | 1635   | 3.     | 565     | 4.      | 815    | 4.     |
| 2023/24 | 1229   | 8.     | 629     | 17.     | 600    | 12.    |
| 2024/25 | 1510   | 4.     | 561     | 16.     | 694    | 6.     |